# Añada pa un güeyu muertu
Añada pa un güeyu muertu és una novel·la en asturià escrita per Adolfo Camilo Díaz en 1985, guanyadora del Premi Xosefa Jovellanos. Es tracta d'un thriller crepuscular que va marcar tota una generació de narradors asturians. La novel·la, editada llavors pel Govern asturià, va tenir una bona rebuda per part de la crítica i el públic, i ha convertit el seu autor (que tornaria a guanyar el premi en altres tres ocasions) en un referent ineludible de la literatura asturiana contemporània. Es tracta d'una novel·la inaugural per a la literatura en asturià: és la primera novel·la de Ciència-ficció i la primera amb una lesbiana com a protagonista. La llengua asturiana certificava, d'esta manera, que era apta per a representar qualsevol trama o sentiment. La influència d'Añada pa un güeyu muertu, una novel·la que va fer que la literatura en asturià entrés en la Segona Generació del Surdimientu, ha sigut reconeguda amb el pas dels anys com una novel·la de culte de les lletres asturianes.

## Argument
La família de l'enginyer cap d'una central nuclear entreté els ocis nocturns veient el televisor quan una fuita a la central nuclear -opció possible que no es confirma en la novel·la- «solidifica» els personatges catòdics que s'escapen de les 625 línies i comencen a matar.

## Segona edició
Suburbia Ediciones va rellançar esta novel·la inaugural en 2011 amb una edició on el mateix autor va revisar el text per netejar-ho de hiperasturianismes i expressions usades en la llengua literària d'aquell període però estranyes per al lector actual. L'edició es completa amb un epíleg explicatiu de l'autor i un pròleg de Xandru Fernández.